# Trofeo Naismith
Il Trofeo Naismith (in inglese Naismith Trophy) è il trofeo assegnato dalla Federazione Internazionale Pallacanestro alla nazionale vincitrice del mondiale di pallacanestro, e porta il nome dell'inventore della pallacanestro, James Naismith.
Il trofeo fu assegnato per la prima volta nel Campionato del Mondo FIBA del 1967, in Uruguay.

## Vincitori
- Jugoslavia (5): 1970, 1978, 1990, 1998, 2002
- Stati Uniti (4): 1986, 1994, 2010, 2014
- Unione Sovietica (3): 1967, 1974, 1982
- Spagna (2): 2006, 2019